# Alice Barker
Alice Mary Barker (30 de julio de 1912 – 6 de abril de 2016), a veces conocida por su apodo artístico, Chicken Little, fue una bailarina de línea de coro afroamericana activa durante el Renacimiento de Harlem.

## Primeros años
Alice Mary Barker nació el 30 de julio de 1912, hija de padres afroamericanos Ernest Alred Barker y Corinne Barker (de soltera Davis), en Nueva Orleans, Luisiana. Barker descubrió su talento para el baile en su juventud. En una entrevista en vídeo, Barker relató:
"Mi madre me dijo que se estaba preparando para bañarme, y en la esquina había una banda tocando. Se había olvidado algo y volvió a entrar en casa a buscarlo. Y cuando volvió, yo ya no estaba allí, estaba allí abajo desnudo, bailando. Y puedo verme allí [ahora], desnudo, bailando. Y cuando la banda dejaba de tocar, los miraba y les decía: 'Vamos, seguid tocando!"
Barker se casó con Wallace Bishop, un baterista de jazz, en 1932.

## Carrera
Barker actuó durante la época del Renacimiento de Harlem, en las décadas de 1930 y 1940, con el conjunto de claqué "The Zanzibeauts". Barker también actuó en "Soundies", un tipo de cortometraje musical muy popular en aquella época. Actuó en muchos clubes famosos, como The Apollo, el Cotton Club y el Cafe Zanzibar. Actuó con leyendas como Frank Sinatra, Gene Kelly y Bill "Bojangles" Robinson.
Durante su carrera, Barker recibió el apodo de "Chicken Little." Barker contó el origen del apodo: "Cada vez que íbamos a algún sitio a comer y el camarero venía a preguntarnos qué íbamos a tomar, yo siempre decía pollo." 

## Fama en internet
Barker apareció en un vídeo de YouTube, subido en abril de 2015, titulado "102 y/o Dancer Sees Herself on Film for the First Time", que atrajo más de 40 millones de visitas en el sitio web. Esta fama le valió miles de cartas de admiradores y, en su 103er cumpleaños, recibió una carta de la Casa Blanca.